# Charin Boodhad
Charin Bood-Hard (tiếng Thái: ชรินทร์ บุตรฮาด, sinh ngày 24 tháng 1 năm 1989) là một cầu thủ bóng đá người Thái Lan thi đấu ở vị trí tiền đạo cho câu lạc bộ Thai League 4 Khonkaen United.